# Деньєр Андрій Іванович
Андрій Іванович Деньєр (Андрій (Генріх) Деньєр; Генріх-Йоганн Dtnier; нар. 1820, м. Могильов, Російська імперія — † 3 березня 1892, м. Санкт-Петербург, Російська імперія) — російський художник, піонер фотографії в Росії. Фотограф Тараса Григоровича Шевченка

## Життєпис[2]
Народився в родині швейцарського громадянина Йоганна Деньє, при народженні одержав ім'я — Генріх Деньє. Пізніше змінив ім'я на Андрій Іванович Деньєр. Деколи використовував і Андрій (Генріх) Деньєр.
У Могильові закінчив гімназію (1842), після чого їде в Петербург і вступає як вільний слухач до  Петербурзької академії мистецтв у клас історичного живопису Карла Брюллова. Навчається й одночасно дає уроки малювання в різних приватних навчальних закладах.
У 1851 році закінчує навчання в академії, здобувши звання некласного художника з історичного і портретного живопису.
Ще навчаючись в академії, Деньєр захопився фотографією і в 1849 році на Невському проспекті Петербурга відкрив фотоательє «Дагеротипний заклад художника Деньєра».
Працював спочатку недовго в техніці дагеротопії, потім у техніці вітропії (фотографії на склі), а пізніше, одним з перших, освоїв колоїдний (мокроколоїдний) процес.

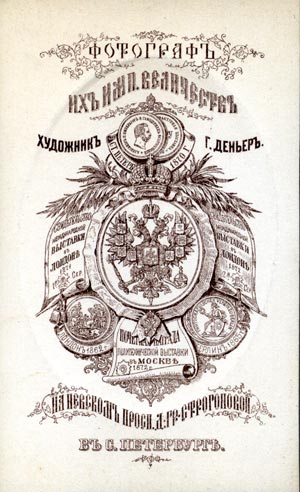
Паспарту Деньєра

А. І. Деньєр винайшов спосіб отримання м'якості контурів при друку («ефект Деньєра»). Для цього робив два негативи на пластинках різної товщини, а потім друкував з обох.
В ательє Деньєра знімалися всі верстви населення, в тому числі і Царський двір.
Популярності Деньєра сприяла «художня спрямованість» створюваних ним портретів, використання своїх навичок професійного живописця.
У кращі часи в майстерні Деньєра працювало до 18 осіб, зокрема ретушерами були майбутні відомі художники І. М. Крамськой, П. Ф. Соколов, І. П. Раулов, М. Б. Тулінов та інші.

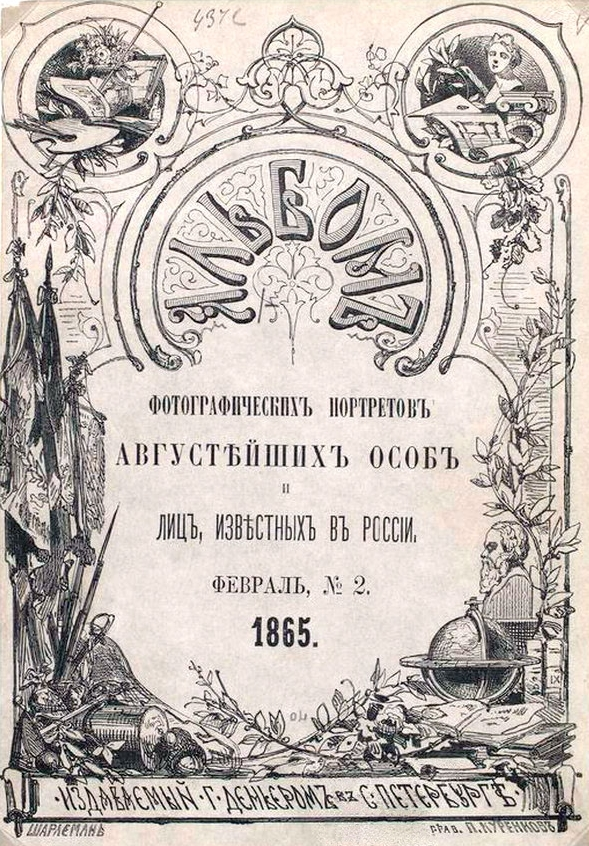
Обкладинка альбому

Діяльність Деньєра запам'яталась не тільки висококласним виконанням поточних приватних замовлень, а й виданням за передплатою протягом року (1865) щомісячного альбому з 12 фотографій, знятих з натури відомих у той час у Росії людей («Альбому фотографічних портретів Августійших осіб і осіб, відомих в Росії»)
У 1860 році, одним з перших, Деньєр експонував свої роботи на виставці в Імператорській академії мистецтв.
Того ж року А. І. Деньєр удостоєний звання «Фотографа Їх Імператорських Величностей» і право зображати державний герб на своїй продукції, увійшов до складу фотографічного відділу Імператорського Російського технічного товариства, стає членом Французького фотографічного товариства, виступає експертом на російських і міжнародних фотовиставках.
З початку 1880-х рр. працював у майстерні разом з сином Адольфом.
До 1890 року А. І. Деньєр зберігав швейцарське громадянство і тільки за два роки до смерті прийняв російське підданство.
Помер Андрій Іванович Деньєр 5 березня 1892 року в Санкт-Петербурзі, похований на Волковському лютеранському кладовищі.
У 1890 році власником фотоательє «Г. Деньєр» на Невському проспекті став Роберт Пель.
Основні роботи А. І. Деньєра зберігаються в Російській національній бібліотеці (РНБ, Петербург) і Державному історичному музеї (ДІМ, Москва).

## Виставкова діяльність, нагороди

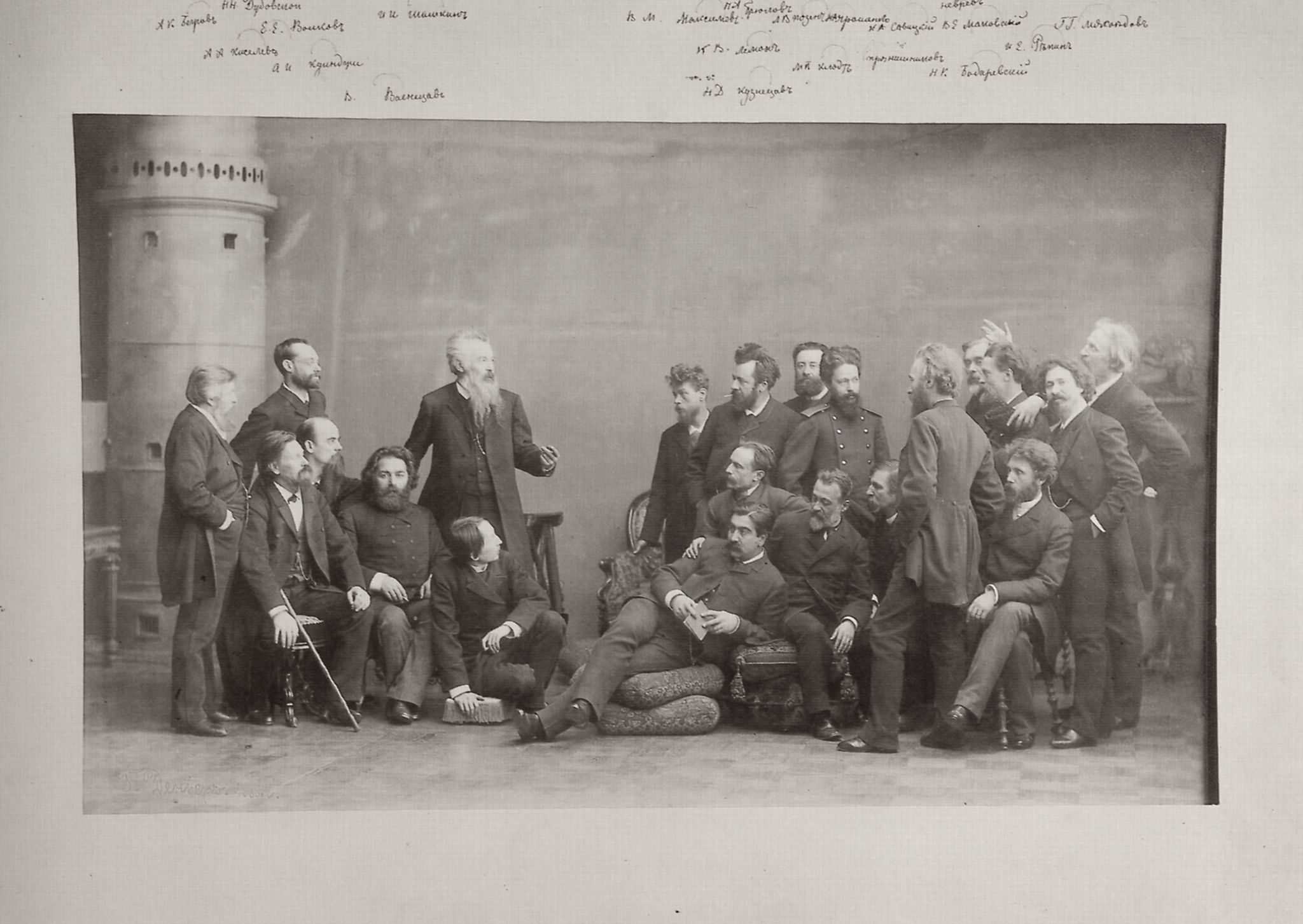
Група російських художників (фото Деньєра)

А. І. Деньєр був активним учасником міжнародних і російських виставок:
- у Петербурзі (1860), Імператорська академія мистецтв;
- у Берліні (1865, було виставлено шістдесят робіт);
- у Лондоні (1862, 1871, срібна медаль; 1873, срібна медаль);
- Всеросійської мануфактурної виставки в Петербурзі (1870, срібна медаль[6]);
- Політехнічної виставки в Москві (1872, почесна нагорода);
- Міжнародної виставки у Відні (1873);
- Першої в Росії фотографічної виставки в Петербурзі (1888, медаль[7] ІРТО[8]);
- II виставки V Відділу ІРТО в Петербурзі (1889);
- Всеросійської виставки ОРТЗ[9] в Москві (1889).

## Взаємини А.І.Деньєра з Тарасом Григоровичем Шевченком
Андрій Деньєр і Тарас Шевченко були добре знайомі з молодих років: вчились в один час у Петербурзькій академії мистецтв в одного і того ж викладача — Карла Брюллова.
Часто зустрічались опісля повернення Шевченка з заслання.
За спогадами Благовєщенського, «в його майстерню, крім Микешина, найчастіше ходили скульптор Ф. Ф. Каменський, живописець Г. Деньєр та ін. … Деньєр написав з Тараса Григоровича портрет, який … подавав на виставку»
У фотоательє Деньєра були зроблені 4 фотографії Шевченка (Детальніше дивись: Світлини Тараса Григоровича Шевченка).

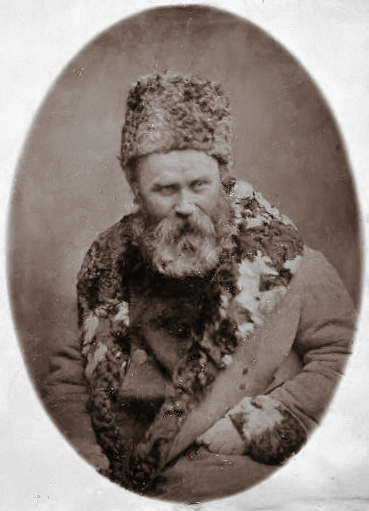
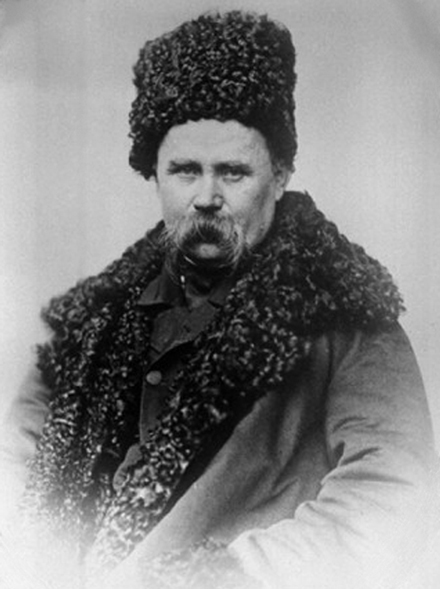
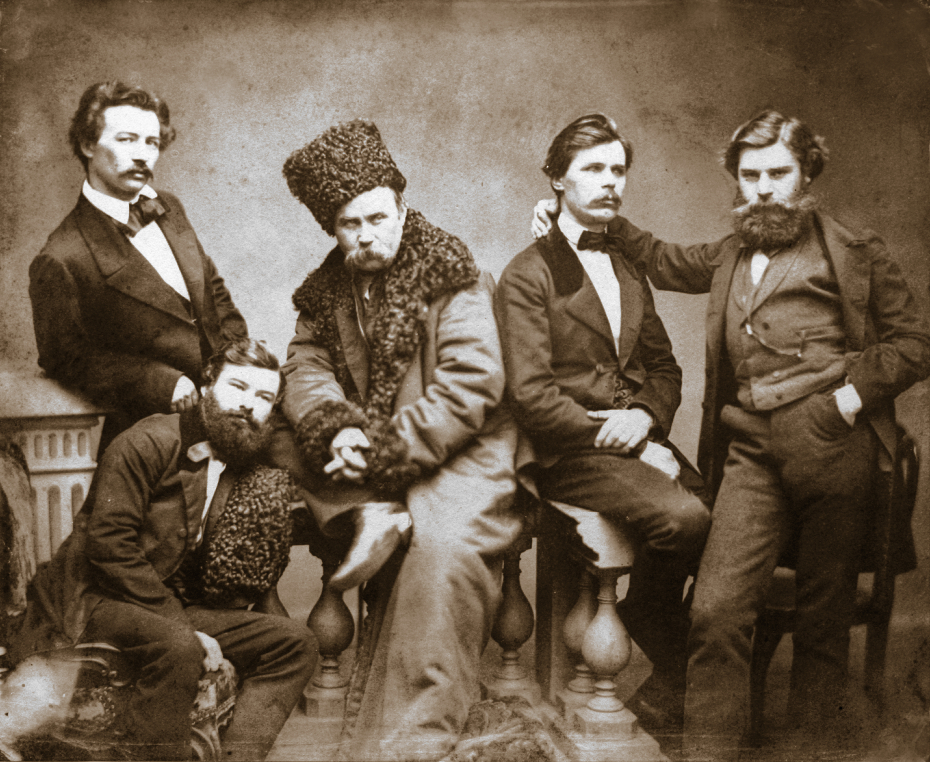
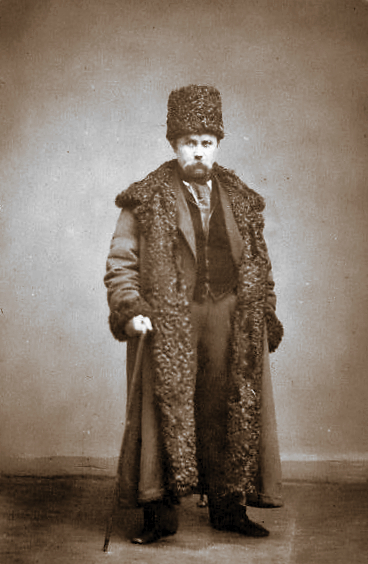